# El Show de las doce
El Show de las doce fue un programa de variedades que se transmitió por Radio Caracas Televisión entre 1954 y 1964. Fue creado y conducido por Víctor Saume.

## Historia
El Show de las Doce fue el primer programa transmitido durante el día en la historia de la televisión venezolana. Por muchos años, el canal 5 (Televisora Nacional) y el canal 4 (Televisa) lo transmitían en las tardes.
Era producido por Corpa Publicidad, patrocinado por cigarrillos Lucky Strike y más tarde por Ron Santa Teresa, y conducido exclusivamente por Saume, este programa comenzó a mediados de 1954 y estaba en el aire entre las 12 del mediodía y la 1:30 de la tarde, de lunes a sábado.
Era transmitido en vivo con el público presente en el estudio 9, que era el que se usaba en programas para grandes audiencias (aunque algunas veces se utilizaba el estudio 15, localizado en las instalaciones del actual Miniteatro del Este de Plaza Venezuela). Este fue uno de los pocos programas venezolanos que logró mantener el diseño original de su escenario durante toda su existencia.
Aunque Saume era la figura central, otros conductores lo ayudaban de vez en cuando (incluso fue liderado por José Luis Sarzalejo por unos cinco años). El show también fue presentado por Héctor Monteverde, Félix Cardona Moreno, Charles Barry y Luis Brito Arocha. Cuando era el momento de anunciar una pausa comercial, Saume decía su famosa frase "Vamos arriba". Renny Ottolina, a quien se le considera el sucesor de Saume, mejoró la frase incluyendo la palabra "máster" ("Vamos a máster").
El Show de las Doce trajo a Venezuela numerosas estrellas internacionales como Pedro Infante, Libertad Lamarque, Olga Guillot, Celia Cruz y La Sonora Matancera, Tongolele, Miguel Aceves Mejía, y Lola Flores. "Los Peniques" era la orquesta de planta  dirigida por Manuel Ramos.
Los artistas venezolanos que se presentaron el show incluyen a Alfredo Sadel, Héctor Cabrera, Víctor Piñero, Juan Vicente Torrealba, Magdalena Sánchez, Rosa Virginia Chacín, Cherry Navarro y Chelique Sarabia. 
Uno de los segmentos del programa, "La Gran Cruzada del Buen Humor", más tarde dio nacimiento a Radio Rochela (el nombre del programa). Este segmento podía ser visto los lunes, miércoles, y viernes, por 15 minutos.
Su impacto fue tan notorio, que la periodista Edith Guzmán escribió en El Nacional, del 29 de septiembre de 1974, 10 años tras la muerte de Saume, que "el programa era tan popular, que aquellos que venían que llegaban a Caracas del interior del país, iban a ver al tío Saume, porque alguien los había recomendado con él".
En 1960, el programa pasó a ser conocido simplemente como "El Show de Saume", pero a principios de 1964, se detectó que Saume tenía problemas respiratorios, por lo que el show fue cancelado el 15 de marzo de 1964, ocho meses antes de su muerte.